# Peter Vermes
Peter Vermes est un joueur et entraîneur américain de football né le 21 novembre 1966 dans le Comté de Burlington en banlieue de Philadelphie. Il est ancien international américain.

## En équipe nationale
Il dispute notamment les Jeux olympiques d'été de 1988, la Coupe du monde 1990, et la Coupe des confédérations 1992 avec l'équipe des États-Unis. Lors du mondial, il joue un match contre la Tchécoslovaquie, un match contre l'Autriche et enfin une rencontre face à l'Italie.

## Carrière d'entraîneur
Après une période d'intérim, Peter Vermes est confirmé au poste d'entraineur du Sporting Kansas City le 10 novembre 2009.

## Palmarès

### En tant que joueur
- Vainqueur de la Gold Cup 1991 avec l'équipe des États-Unis
- Finaliste de la Gold Cup 1993 avec l'équipe des États-Unis
- Vainqueur de la MLS Cup en 2000 avec les Kansas City Wizards
- Élu footballeur américain de l'année 1988

### En tant qu'entraineur
- Vainqueur de la MLS Cup en 2013 avec les Kansas City Wizards